# تلفزيون سلطنة عمان
تلفزيون سلطنة عُمان، هو التلفزيون الرسمي الذي يبث من سلطنة عمان. بدأت القناة بثها في مدينة مسقط في 17 من نوفمبر من عام 1974، ثم في مدينة صلالة في 25 من نوفمبر من عام 1975.وفي الأول من يونيو 1979م تم ربط محطتي مسقط وصلالة بواسطة الأقمار الصناعية لتعملان ضمن قناة واحدة وهي تلفزيون سلطنة عُمان، وفي 1 نوفمبر 1998م بدأ الإرسال على مدار الساعة.

## قنوات تلفزيون سلطنة عمان

### القناة العامة
وتبث القناة العامة نشرات الأخبار والإعلانات الحكومية والفعاليات التي تحصل في الساحة العُمانية وبرامج للأطفال والبرامج التراثية وبرامج عن الطبيعة في سلطنة عُمان وأفلام وثائقية متنوعة والمسلسلات والأفلام العُمانية والخليجية والعربية والعالمية.

### قناة عمان الرياضية
ببداية يناير 2013 تم إطلاق قناة عمان الرياضية (قناة) وهي أول قناة رياضية متخصصة في تلفزيون سلطنة عُمان تعنى بمتابعة ونقل الأحداث الرياضية المحلية والخارجية، مثل بث مباريات الدوري العماني لكرة القدم، وجاءت بديلة عن البرنامج الثاني الذي كان يبث منذ 2006م، واعتبارا من بداية العام 2015م تم تمديد بث القناة الرياضية لتكون على مدار الساعة بعدما كانت تبث بمعدل 19 ساعة يومياً.

### قناة عمان مباشر
وفي بداية يناير 2014 تم إطلاق «عمان مباشر» وتختص بتغطية الفعاليات والأنشطة والأحداث المحلية، مثل الإحتفالات والمؤتمرات والندوات وغيرها من الأنشطة الرسمية والشعبية المتنوعة، بما فيها مجلس الشورى.
وفي 31 ديسمبر 2015 تم إطلاق الهوية الجديدة لقنوات الإذاعة والتلفزيون وإطلاق البث التجريبي لقناة عمان الثقافية وبث نشرات الأخبار من مركز الأخبار.

### قناة عمان الثقافية
في الأول من يناير 2016م كان إطلاق قناة عُمان الثقافية؛ بهدف التعريف بالهوية الثقافية العُمانية، والمحافظة على الإرث الحضاري العُماني والمادي والمعنوي من خلال برامج تلفزيونية متنوعة.

## البث
ويمكن مشاهده جميع قنوات تلفزيون سلطنة عمان بنظام HD على عربسات بتردد 12456 أفقي ونايل سات 12111 أفقي ويمكن مشاهدتها أيضاً بنظام SD على نفس الترددات، كما يمكن للمشاهدين معرفة دليل البرامج باللغة العربية بالضغط على زر EPG أو i الموجود على جهاز الإستقبال (الرسيفر).
وفي رمضان 2013 بث التلفزيون برنامج المسابقات «العقرب» بتقديم 4 مذيعين وبالرغم من أن البرنامج لقي انتقادات إلا أنه كان تجربة فريدة من نوعها على شاشة التلفزيون العماني، ومن أبرز البرامج التلفزيون برنامج //قهوة الصباح، البرنامج الديني //سؤال أهل الذكر، برنامج //من عمان، برنامج //أنت كما تريد برنامج //شؤون الساعة برنامج //عمان في أسبوع، وغيرها من البرامج الهادفة.
وتلفزيون سلطنة عمان بقنواته -العامة والرياضية- وعمان مباشر والثقافية تبث على الأقمار الصناعية التالية:

- Arabsat 2A.
- عرب سات.
- Arabsat 2B.
- نايل سات 101.
- نايل سات 103.
- Optus B3.

وحالياً يقدم تلفزيون سلطنة عُمان برامجه عبر (4) قنوات تلفزيونية وهي: القناة العامة، وقناة عُمان مباشر، والثقافية، والرياضية، إلى جانب الرياضية الأرضية.

## وصلات خارجية
- الموقع الرسمي لتلفزيون سلطنة عُمان
- منصة عين لمشاهدة البث الحي لقنوات التلفزيون العماني
- البوابة الإعلامية > الإذاعة والتلفزيون